# Mouilleur de mines

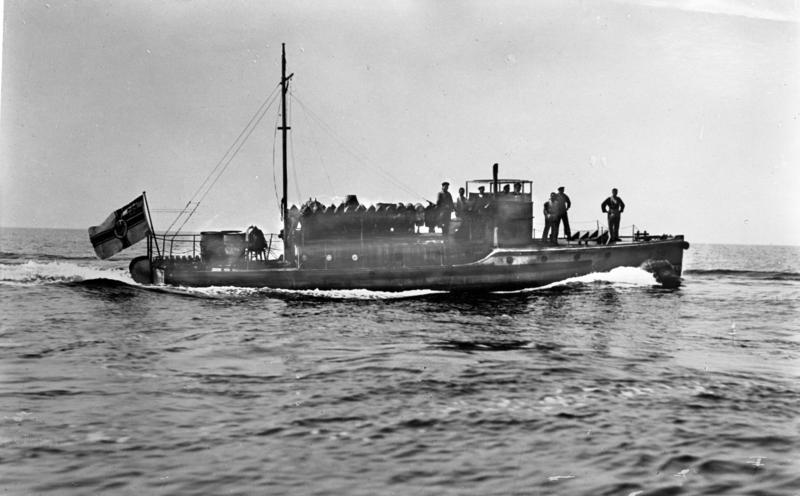
Mouilleur de mines allemand, opérant lors de la Première Guerre mondiale (1917).

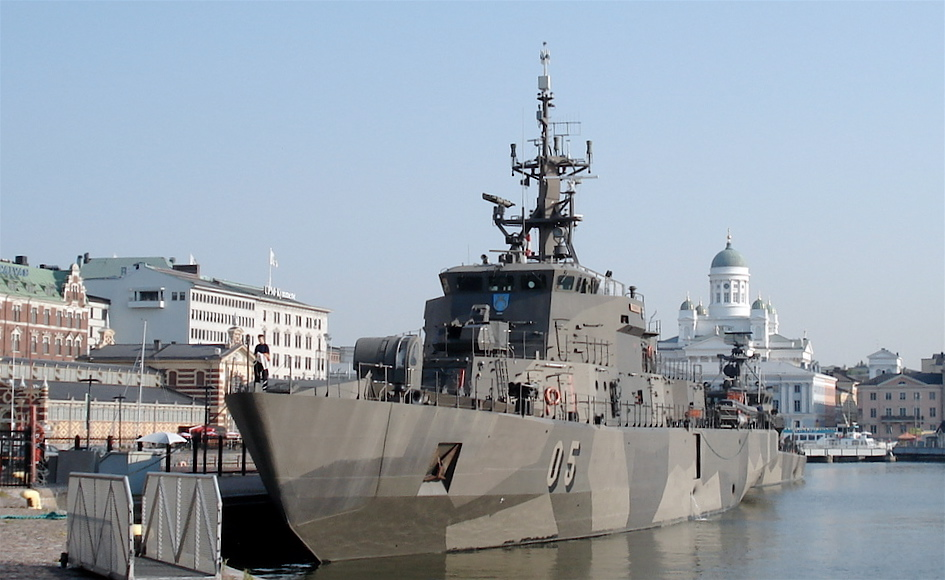
Mouilleur de mines/patrouilleur de la classe Hämeenmaa de la marine finlandaise.

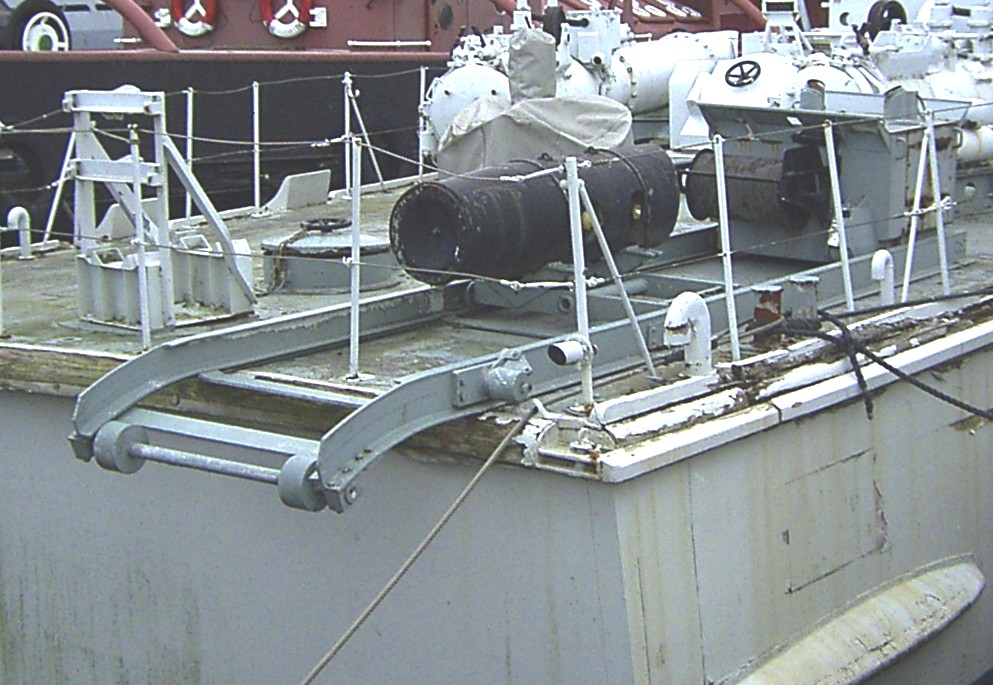
Mine prête à être posée au cul d'un schnellboot, employé comme mouilleur de mines, de la classe Jaguar de la marine allemande.

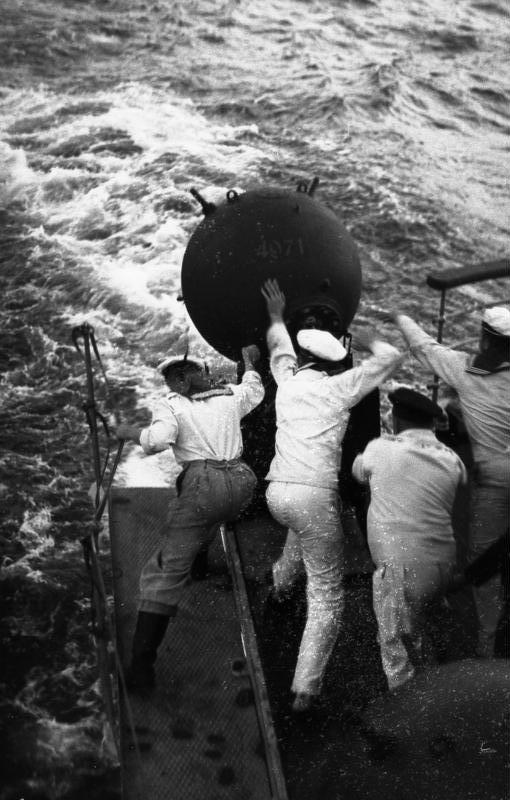
Mouillage de mines à l'ancienne, ici durant la Seconde Guerre mondiale au cul du Hansestadt Danzig.

Un mouilleur de mines est un navire de guerre des mines spécialisé (comme son nom l'indique) dans le mouillage des mines marines. Son indicatif visuel (Otan) commence par la lettre "N" suivie de 2 ou 3 chiffres.

## Description
Ce sont des bâtiments destinés à opérer discrètement. Ce type de bâtiment spécialisé a beaucoup perdu de son importance car depuis de nombreuses années déjà, les mines peuvent être mouillées depuis n'importe quel type de navire, voire de sous-marins, ou même d'avion ou d'hélicoptère.
Ils sont pourtant encore en service actuellement sous cette dénomination dans la marine finlandaise, par la classe Hämeenmaa qui est aussi un patrouilleur.

## Mise en œuvre
L'emploi de ce type d'arme, peu coûteux, a été généralisé dès la Première Guerre mondiale, les mouilleurs de mines étant utilisés ponctuellement ou d'une manière systématique[pas clair]. Ils pouvaient, par exemple, interdire les chenaux d'accès à un port ou l'entrée d'un fleuve, mais aussi couvrir des zones plus vastes que l'on appelle « champs de mines », comme ce fut le cas en mer Baltique lorsque les Russes y eurent recours contre les Allemands.

## Galerie d'images

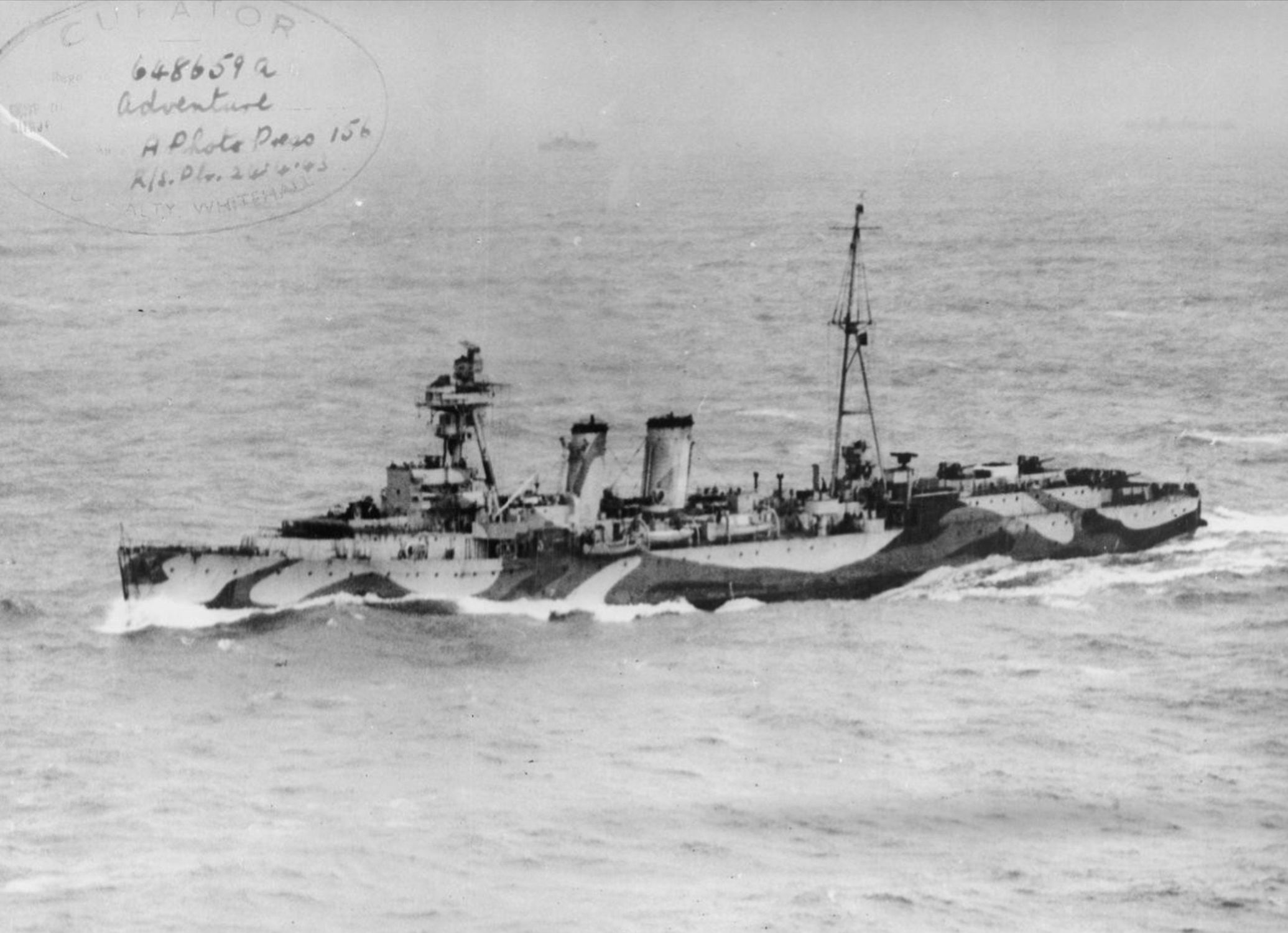
Le mouilleur de mines britannique HMS Adventure pendant la Seconde Guerre mondiale.
Le mouilleur de mines français Pluton (1928). On remarque à son cul les mines parées pour un mouillage.
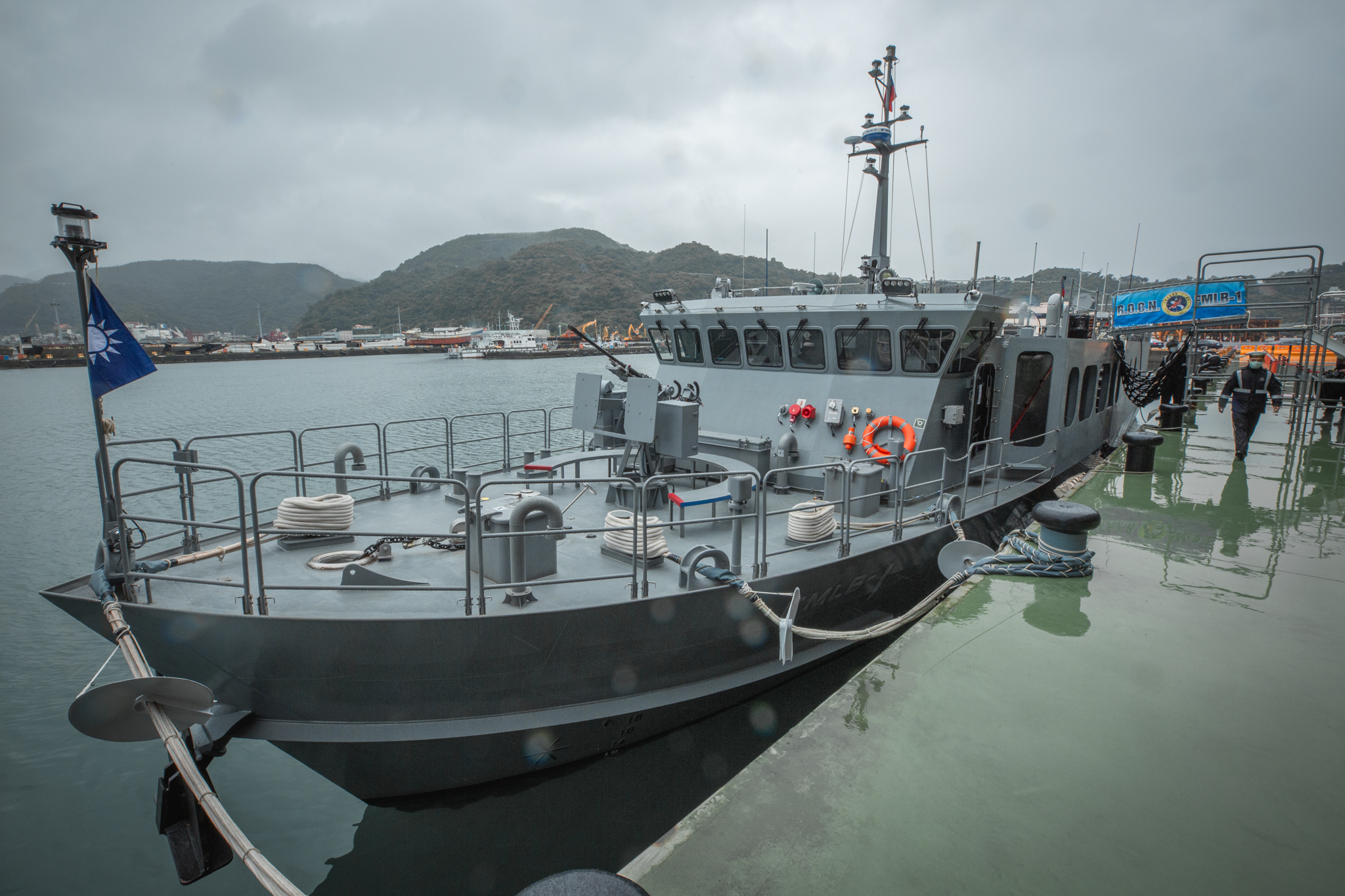
Un mouilleur mine taïwanais de classe Min Jiang (FMLB-1), exclusivement conçu à cet effet dans les années 2010.